# Cassandra (singolo)
Cassandra è il secondo singolo della gothic metal band Theatre of Tragedy pubblicato nel 1998 ed appartenente all'album Aégis.

Questo brano risulta essere uno dei più noti ed apprezzati dal pubblico. È curioso notare come dal vivo la band abbia sempre preferito eseguire una versione ridotta di Cassandra piuttosto che quella integrale.
Le liriche, espresse nel consueto medio inglese, narrano del mito di Cassandra e Apollo.

## Tracce
1. Cassandra (Cheap Wine Edit) – 3:48
2. Aœde (Edit) – 3:54
3. Cassandra (Album Version) – 6:48